# Brilliant, Ohio
Brilliant är en ort i Jefferson County i delstaten Ohio, USA.